# Crossoptilon crossoptilon
El faisán orejudo blanco o faisán blanco (Crossoptilon crossoptilon) es una especie de ave galliforme de la familia Phasianidae endémica de China.

## Subespecies
Se conocen cinco subespecies de Crossoptilon crossoptilon:
- Crossoptilon crossoptilon drouynii - bosque montano del este del Tíbet
- Crossoptilon crossoptilon dolani - centro-oeste de China (sur de Qinghai)
- Crossoptilon crossoptilon crossoptilon - sudoeste de China (oeste de Sichuan) al sudeste del Tíbet y extremo noreste de India
- Crossoptilon crossoptilon lichiangense - centro-sur de China (noroeste de Yunnan)

Antes la subespecie Orejudo del Tibet (Crossoptilon harmani) estaba incluida como Crossoptilon crossoptilon harmani - bosques de Rhododendron del sur del Tíbet y zona adyacente del noreste de la India